# Marea (We’ve Lost Dancing)
Marea (We've Lost Dancing) is een single van de Britse zanger Fred Again.. met de Amerikaanse dj The Blessed Madonna uit 2021. Het is staat als het enige nummer op de tweede CD van het album Actual Life (April 14 – December 17 2020) van Fred Again.. uit 2021.

## Achtergrond
Marea (We've Lost Dancing) is geschreven door Thibaud Noyer, Fred Gibson, Marea Stamper en geproduceerd door Boston Bun en Fred Again... Het nummer gaat over het verliezen van dansen en uitgaan tijdens de coronapandemie. De titel van het nummer verwijst naar de voornaam van The Blessed Madonna, die Marea Stamper heet. Het is het eerste nummer van The Blessed Madonna waar haar stem te horen is. De tekst ingesproken door The Blessed Madonna is niet van tevoren geschreven, maar is door Fred Again.. gesampled uit een gesprek. Het lied bereikte de hitlijsten in België, Nederland en het Verenigd Koninkrijk. De single heeft in Nederland de platina status.